# Pales
Pales var i romersk mytologi namnet på en fornitalisk gudomlighet (manlig eller kvinnlig) vilken tänktes skydda herdarna och deras betesdjur. 
Till herdegudinnan Pales ära 21 april, årsdagen af Roms grundläggning, firade man en reningsfest, Palilia eller Parilia, vid vilken bland andra både herdar och djur sprang genom en eld av hö och halm samt böner uppsändes och enkla offer förrättades för betesdjurens trevnad och välstånd.